# Aeroportul Regional Northwest Alabama
Aeroportul Regional Northwest Alabama (IATA: MSL, ICAO: KMSL, FAA LID: MSL) este un aeroport din Alabama, Statele Unite ale Americii ce deservește zona Muscle Shoals⁠(d). Aeroportul a fost tranzitat în 2019 de 12.248 de pasageri.
Situat la o altitudine de 168 m, aeroportul dispune de 2 piste.

## Infrastructură

### Piste
Aeroportul dispune de 2 piste. Pista 11/29 are suprafața de asfalt și dimensiunile 6.694 picioare × 150 picioare. Pista 18/36 are suprafața de asfalt și dimensiunile 4.000 picioare × 100 picioare. 